# Via Julia Augusta
Via Julia Augusta var en romervej, der forbandt Piacenza med Var-floden og videre over til Arles ved Rhônefloden.